# Ursula Heidtmann
Ursula „Utti“ Heidtmann (* 24. Juni 1917 in Hamburg; † 3. August 2015) war eine deutsche Tennisspielerin.

## Leben
Im Alter von zehn Jahren begann sie das Tennisspielen beim Klipper THC in Hamburg. Im Jahr 1934 wechselte sie zum TC Blau-Weiss Berlin. 1935 wurde sie deutsche Juniorenmeisterin. 1939 kehrte sie zu Klipper zurück. In diesen Jahren arbeitete sie als Stenotypistin. Mit ihrer langjährigen Doppelpartnerin Thilde Dietz gewann sie 1948 die Internationalen Tennismeisterschaften von Deutschland. Auch in den beiden folgenden Jahren erreichten die beiden das Finale. 1950 stand sie dort auch im Einzelfinale gegen Dorothy Head. 1957 nahm sie zum letzten Mal an diesem Turnier teil. Zuletzt lebte sie in einem Seniorenheim in Ratzeburg.
Ursula Heidtmann ruht in der Familiengrabstätte auf dem Friedhof Ohlsdorf im Planquadrat AE 10 gegenüber von Kapelle 8.